# نجیب‌الدین علی بن بزغش شیرازی
نجیب‌الدین علی بن بزغش شیرازی  از عرفای قرن هفتم هجری است . پدرش از شام به شیراز آمد و در آنجا اقامت و ازدواج کرد. نجیب‌الدین در شیراز تولد یافت. پس از تحصیل مقدمات علوم بر اثر رؤیائی، به سفر حجاز رفت و به خدمت شیخ شهاب‌الدین عمر سهروردی رسید و دست ارادت بدو داد و از دست او خرقه پوشید و به شیراز بازگشت و خانقاهی بنا کرد و به ارشاد پرداخت. نقل است که شیخ صفی‌الدین اردبیلی عارف معروف و نیای دودمان صفوی به قصد زیارت نجیب‌الدین به شیراز رفت، اما هنگامی به این شهر رسید، که شیخ درگذشته بود. او به سال ۶۷۸ هجری قمری در شیراز وفات یافت.‌